# Шитчорыккы (приток Большой Ширты)
Шитчорыккы (устар. Сит-Чоры-Кы) — река в России, протекает по территории Красноселькупского района Ямало-Ненецкого автономного округа. Берёт начало в болотах. Устье реки находится в 252 км по правому берегу реки Большая Ширта на высоте 62 метра над уровнем моря. Длина реки составляет 22 км.
Основной приток — река Правая. 

## Данные водного реестра
По данным государственного водного реестра России относится к Нижнеобскому бассейновому округу, водохозяйственный участок реки — Таз, речной подбассейн реки — Подбассейн отсутствует. Речной бассейн реки — Таз.
По данным геоинформационной системы водохозяйственного районирования территории РФ, подготовленной Федеральным агентством водных ресурсов:
- Код водного объекта в государственном водном реестре — 15050000112115300064607
- Код по гидрологической изученности (ГИ) — 115306460
- Код бассейна — 15.05.00.001
- Номер тома по ГИ — 15
- Выпуск по ГИ — 3